# Culex invocator
Culex invocator är en tvåvingeart som beskrevs av Pazos 1908. Culex invocator ingår i släktet Culex och familjen stickmyggor.
Artens utbredningsområde är Kuba. Inga underarter finns listade i Catalogue of Life.